# Оле Естервольд
Оле Естервольд (норв. Ole Østervold, 14 жовтня 1872 — 25 грудня 1936) — норвезький яхтсмен.
Олімпійський чемпіон 1920 року в класі 12 метрів (за правилами 1907 року).